# 앨릭스 스테프니
알렉스 스테프니(Alex Stepney, 1942년 9월 18일 ~ )는 잉글랜드의 전 축구선수이다.포지션은 골키퍼
서리주 미첨에서 태어난 스테프니는 투팅&미참 유나이티드에 합류했다 . 거기에서 그는 1963년에 그를 아마추어로 계약한 밀월(Millwall)의 눈에 띄었지만 재빨리 그의 잠재력을 깨닫고 도착한지 두달만에 그를 프로로 만들었다. 스테프니는 거의 3시즌 동안 158경기에 출전해 1965-66시즌의 마지막 경기에만 결장했다. 이 기간 동안 그는 잉글랜드 U-23 대표팀에 3번 출전했다.
스테프니는 맨체스터 유나이티드가 첫번째 챔피언스리그를 우승하는것에 큰 공헌을 하였으며 맨체스터 유나이티드 출장 순위 6위를 기록하며 맨유의 공식적 레전드가 되었다.

## 첼시~맨유초반
1966년 5월 스테프니는 £50,000에 첼시에 합류했다. Tommy Docherty 감독은 처음에는 스테프니와 동료 골키퍼 Peter Bonetti를 격주로 플레이하려고했지만 불과 3 개월 후 Stepney는 £ 55,000의 기록적인 수수료에 맨체스터 유나이티드에 매각되어 클럽에 단 한번만 출전했다. 해리 그레그의 경력이 부상으로 사실상 끝나자 맨체스터 유나이티드 감독 맷 버스비는 부상을 당하기 쉬운 데이비드 가스켈 모두 그 일을 맡을 수 없다고 판단한 후 스테프니를 선택했다. 스테프니는 같은해 말 올드 트레포드에서 맨시티를 상대로 데뷔했으며 맨유가 데니스 로의 전반전 골을 통해 1-0으로 승리하면서 클린시트를 유지했다.

## 맨유 전성기
스테프니는 맨유가 웸블리에서 결승전까지 진행하는 동안 등장했으며,그 동안 그는 벤피카의 스트라이커 에우제비우 로부터 기억에 남는 근거리 세이브를 기록하며 1-1의 점수를 얻었다. 에우제비우는 스테프니의 세이브에 너무 놀랐고 스테프니가 공을 다시 플레이에 던졌을 때 멈춰서 골키퍼에게 박수를 보냈다. 유나이티드는 연장전 끝에 결국 4-1로 승리했다.
그 시즌이 시작될 때 스테프니는 올드 트레포드 에서 열린 1967 FA Charity Shield에서 토트넘의 반대 번호인 팻 재닝스에게 골을 허용했다.토트넘이 1-0으로 앞서면서 재닝스는 Stretford End에서 공을 업필드로 펀칭했다. 공은 좌초된 스테프니 위로 튕겨져 네트 안으로 들어갔다. 게임은 바비 찰튼과 데니스 로의 골로 3-3으로 끝났다.

## 말년
그의 경력이 끝날 무렵, 그는 1980년대 초 얼라이언스 프리미어 리그에서 경쟁하고 있던 비리그 팀 Altrincham 으로 나섰다.그는 1980-81년 에 그들이 얼라이언스 프리미어 리그 타이틀을 획득하도록 도왔지만, 재선 시스템이 여전히 유효하고 대다수가 풋볼 리그로 승격하지 못했다. 리그 회원 중 4명이 풋볼 리그 가입에 반대표를 던지면서 프로 복귀에 대한 스테프니의 희망이 무너졌다.